# Союз-Л
Союз-Л (індекс ГУКОС — 11А511Л, «Л» — «лунная») — радянська триступенева ракета-носій середнього класу з сімейства Р-7.
Є модифікацією ракети-носія Союз і була призначена для випробувальних польотів виведених на кругову орбіту космічних пілотованих кораблів типу «Т2К», що віднесені до серії «Космос».
За допомогою «11А511Л» були запущені три експериментальних кораблі «Т2К» (ЛК, Л3, Місячний корабель) в рамках радянської місячно-посадкової програми для висадки на поверхню Місяця космонавтів. Всього було здійснено 3 успішних запуски з 1970 по 1971.
РН «Союз-Л» розроблялася і виготовлявся в Куйбишевській філії № 3 ОКБ-1 (нині — ЦСКБ-Прогрес) під керівництвом Дмитра Козлова і Сергія Корольова.

## Список всіх запусків ракети-носія «Союз-Л»
Всі запуски ракети-носія «Союз-Л» здійснювалися з космодрому Байконур, зі стартового майданчика № 31/6.
| 1 | 24 листопада 1970 | 1970 | СРСР Космос-379 | Т2К № 1 | 1970-099A | Шаблон:NORAD ID | СРСР Байконур 31/6 | Успіх |
| 2 | 26 лютого 1971    | 1970 | СРСР Космос-398 | Т2К № 2 | 1971-016A | Шаблон:NORAD ID | СРСР Байконур 31/6 | Успіх |
| 3 | 12 серпня 1971    | 1970 | СРСР Космос-434 | Т2К № 3 | 1971-069A | Шаблон:NORAD ID | СРСР Байконур 31/6 | Успіх |